# Natalie Titcume
Natalie Lorraine Titcume (* 6. Dezember 1975 in Sydney) ist eine ehemalige australische Softballspielerin. Sie gewann eine Silbermedaille und zwei Bronzemedaillen bei Olympischen Spielen.

## Karriere
In der australischen Nationalmannschaft wirkte Natalie Titcume in 334 Länderspielen mit. Sie liegt damit in der Liste der Nationalspielerinnen (Stand 2023) an dritter Stelle hinter Stacey Porter und Natalie Ward.
Ihre erste internationale Medaille gewann sie mit der australischen Nationalmannschaft bei der Weltmeisterschaft 1998, als die Australierinnen Zweite hinter der Mannschaft aus den Vereinigten Staaten und vor den Japanerinnen wurden. Zwei Jahre später beim Olympiaturnier 2000 in Sydney wurden die Australierinnen in der Vorrunde Zweite hinter den Japanerinnen. Nach Niederlagen gegen die Japanerinnen und gegen das Team aus den Vereinigten Staaten wurden die Australierinnen Olympiadritte. Titcume wirkte in neun Begegnungen mit, achtmal an der dritten Base und einmal als Designated Hitter. 2004 in Athen wurden die Australierinnen in der Vorrunde Zweite hinter Mannschaft aus den Vereinigten Staaten. Mit einem Sieg gegen die Japanerinnen erreichten sie das Finale und gewannen die Silbermedaille hinter der Mannschaft aus den USA. Im Finale unterlagen die Australierinnen mit 1:5. Titcume war in acht Partien als Third Basewoman oder als Catcher dabei.
2006 wurden die Australierinnen bei der Weltmeisterschaft Dritte hinter den USA und Japan. Beim Olympiaturnier 2008 in Peking wurden die Australierinnen in der Vorrunde Dritte. Nach einem Sieg über die Kanadierinnen und einer Niederlage gegen die Japanerinnen erhielten die Australierinnen die Bronzemedaille. Titcume war in acht Spielen dabei, zumeist als Catcher. Im Vorrundenspiel gegen die Japanerinnen gelang ihr ein Home Run gegen Yukiko Ueno.
Seit 2012 ist Natalie Titcume in der Softball Australia Hall of Fame.